# Červená Řečice
Červená Řečice é uma cidade checa localizada na região de Vysočina, distrito de Pelhřimov. Em alemão a cidade é conhecida como Roth Retschitz.